# Attentat de Rijeka en 1995
 (novembre 2024).
Si vous disposez d'ouvrages ou d'articles de référence ou si vous connaissez des sites web de qualité traitant du thème abordé ici, merci de compléter l'article en donnant les références utiles à sa vérifiabilité et en les liant à la section « Notes et références ».
L' attentat de Rijeka de 1995 s'est produit le 20 octobre 1995 à Rijeka, en Croatie, lorsqu'une organisation terroriste islamiste a tenté de détruire un poste de police en envoyant une voiture avec une bombe dans le mur du bâtiment. Vingt-sept employés du commissariat et deux passants dans la rue ont été blessés, bien que la seule personne tuée soit l'agresseur.

## Contexte
Dans les derniers jours de la guerre de Bosnie, le Conseil de défense croate (HVO), une force militaire croate de Bosnie, a capturé Tal'at Fu'ad Qasim alors qu'il tentait d'entrer en Bosnie-Herzégovine. Qasim, un membre important d'al-Gama'a al-Islamiyya, fut transféré en Égypte avec l'aide active de la Croatie. À cause de cela et parce que la Croatie contrôlait de facto le Conseil de défense croate, l'organisation militaire qui avait capturé Tal'at Fu'ad Qasim, la décision a été prise de commettre un attentat terroriste en Croatie.

## Attaque
À 11 h 21, vers 17h00, une Fiat 131 Mirafiori est entrée sur le parking du siège de la police du comté de Primorje-Gorski Kotar. En raison du virage à 90 degrés nécessaire pour entrer dans le parking, le véhicule se déplaçait lentement. Près de l'entrée, le conducteur ne s'est pas garé sur les places de stationnement réservées aux civils, mais a plutôt commencé à accélérer en direction du mur au bout du parking. En raison du manque de mesures de sécurité, cet incident n’a pas été remarqué avant l’attaque elle-même. Après 15 à 20 mètres, après avoir dépassé 8 à 10 places de stationnement disponibles dans un petit parking, la Fiat a percuté les escaliers menant au commissariat de police et a explosé. L'heure de l'explosion a été enregistrée à 11 h 22. Par la suite, une enquête policière a révélé que la voiture était chargée de TNT hautement explosif. La police a également trouvé une partie d'un passeport canadien dans les restes de la voiture de l'agresseur. Le lendemain, des représentants de l'organisation terroriste égyptienne al-Gama'a al-Islamiyya ont revendiqué la responsabilité de l'attaque, demandant l'extradition de Qasim,,.
En raison d'une erreur commise par les assaillants, l'attentat n'a pas fait de morts, hormis le kamikaze lui-même. Le siège de la police est situé sur un terrain plus élevé que le parking lui-même, ce qui nécessite en premier lieu des escaliers. L'autre erreur de calcul apparente concernait la taille du parking, où la Fiat 131 n'avait ni l'espace, ni la vitesse, ni la puissance nécessaires pour monter les escaliers et détruire le mur du commissariat de police. En conséquence, le commissariat de police n'a pas pu s'effondrer et seulement 29 blessés ont été enregistrés (dont deux passants inconscients). La bombe a également creusé un large cratère dans le sol, détruisant des bâtiments voisins et des véhicules.

## Conséquences
Avec l'aide de la CIA, les autorités ont examiné les images vidéo de l'attaque. Des sources d'enquête américaines et croates sont arrivées à la conclusion que Hassan al-Sharif Mahmud Saad avait organisé cet attentat. Saad était venu vivre en Bosnie cette année-là seulement ; auparavant, il vivait en Italie. Peu de temps après l'attaque, les autorités bosniaques ont découvert que Saad préparait une nouvelle attaque terroriste contre les forces de l'OTAN, qui devait avoir lieu en décembre 1995. Quelques jours après l'échec de cette attaque, il fut tué en Bosnie centrale lors d'un échange de tirs avec les forces croates du HVO. Le chef d' El Mujahid, l'unité d'al-Gama'a al-Islamiyya chargée de la formation des combattants musulmans pour la guerre de Bosnie, était le cheikh Anwar Shaaban, un ancien moudjahidine pendant l'invasion soviétique de l'Afghanistan. Shaaban, ainsi que quatre autres militants islamistes de premier plan, a été abattu le 14 décembre 1995 à un poste de contrôle installé par le HVO près de Žepče.